# Ash Flat
Ash Flat è una località degli Stati Uniti d'America, capoluogo della contea di Sharp, nello Stato dell'Arkansas.

## Geografia fisica
Ash Flat si trova a 36°13′52″N 91°36′33″W. 
Ash Flat ha una superficie totale di 15,86 km², di cui 15,86 km² è terra e (0%) 0 km² è acqua.

## Società

### Evoluzione demografica
Secondo il censimento del 2010, erano 1.082 le persone che vivevano ad Ash Flat. La densità di popolazione era di 68,24 ab./ km². Dei 1 082 abitanti, 97,6% erano bianchi, 0,46% erano afroamericano, 0,46% erano nativi americani, 0% erano asiatici, 0% erano delle isole del Pacifico, 0% erano di altre razze e 1,48% da incroci di due o più razze. Del totale della popolazione 0,83% erano Ispano o Latino.